# سیارک ۴۳۰۶
سیارک ۴۳۰۶ (به انگلیسی: 4306 Dunaevskij، نامگذاری:1976SZ5) چهار هزار و سیصد و ششمین سیارک کشف شده است که در ۲۴ سپتامبر ۱۹۷۶ کشف شد.
قدر مطلق سیارک برابر ۱۲٫۵۰ است.